# بينانس
بَيْنَانْسْ (بالإنجليزية: Binance) هي منصة لتداول العملات المشَّفرة. اعتبارًا من يناير 2018 تعتبر بَينَانس أكبر منصة لتداول العملات المشفرة في العالم من حيث حجم التداول.
أسسها المبرمج الصيني الكندي تشانغبينج تشاو. كان مقر بينانس بدايةً في الصين، لكنه انتقل في وقت لاحق خارج الصين بسبب القيود الصينية المتزايدة على العملات المشفرة.
في 7 مايو 2019، كشفت بينانس أنها كانت ضحية «اختراق أمني واسع النطاق» حيثُ سرق المخترقون 7000 بيتكوين بقيمة حوالي 40 مليون دولارأً أمريكياً في ذلك الوقت. قال الرئيس التنفيذي للشركة شانغبينج تشاو إن المتسللين «استخدموا مجموعة متنوعة من التقنيات، بما في ذلك التصيد والفيروسات والهجمات الأخرى» وقاموا بتنظيم معاملاتهم «بطريقة اجتازت فحوصاتنا الأمنية الحالية». أوقفت بينانس عمليات السحب والإيداع الإضافية ولكنها سمحت بأشكال التداول. وتعهد الموقع بتعويض العملاء من خلال صندوق الأصول الآمنة الخاص به.

## تاريخ

### 2013–2017: بدايات الشركة والانتقال خارج الصين

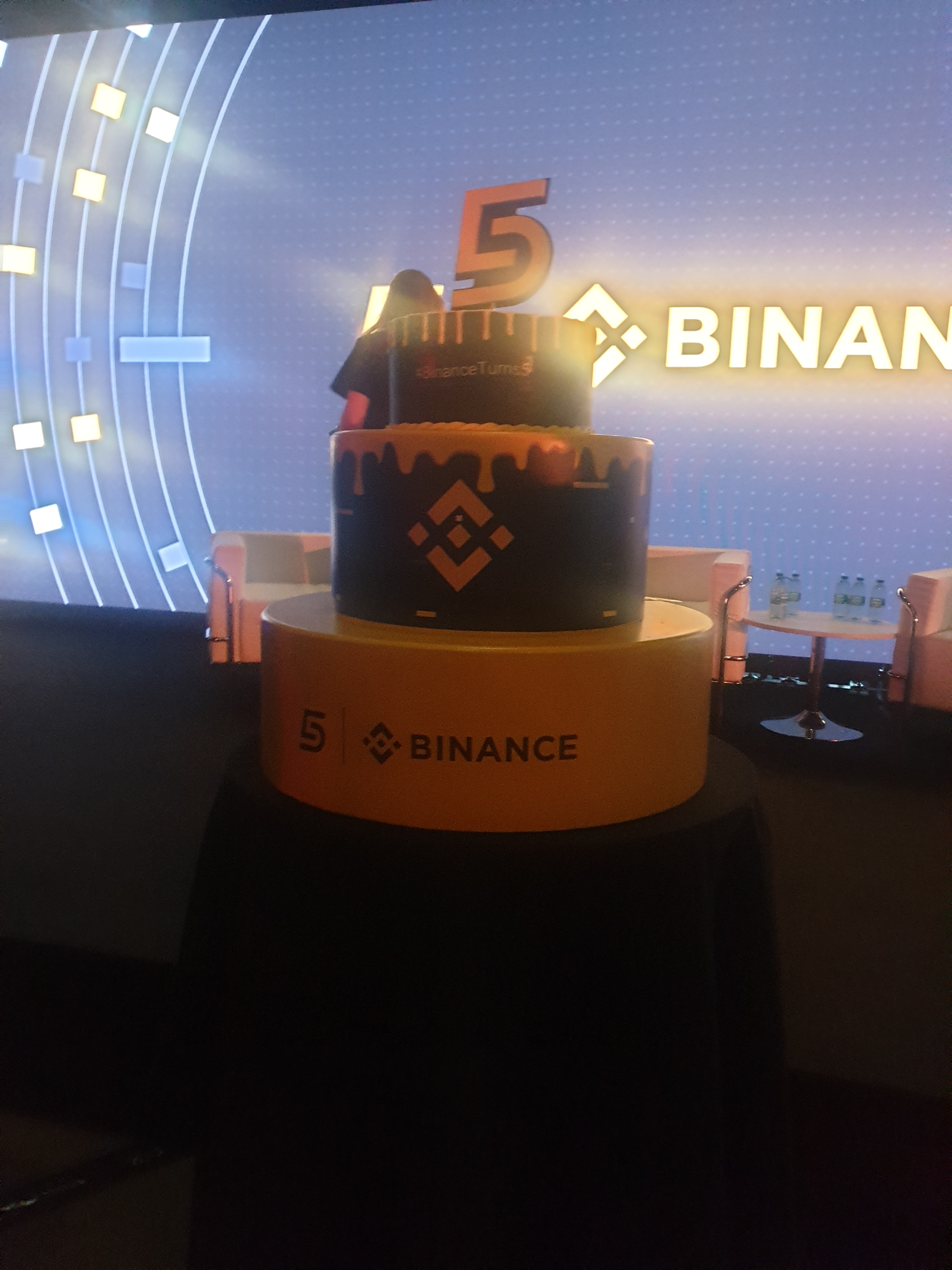
كعكة عيد ميلاد بينانس الخامس في باريس (يوليو 2022).

الرئيس التنفيذي تشانغبينج تشاو أسس شركة Fusion Systems في عام 2005 في شنغهاي، حيث قامت الشركة ببناء أنظمة التداول عالية التردد للوسطاء في سوق الأوراق المالية. في عام 2013، انضم إلى بلوكتشين دوت كوم كثالث عضو في فريق محفظة العملات المشفرة. كما عمل أيضًا في OKCoin كمدير تكنولوجيا المعلومات لأقل من عام، وهي منصة لتداول العملات بين العملات الورقية والأصول الرقمية. عُيين في هذا المنصب في عام 2014 من قبل يي هو، الذي أسس معه بينانس بعد عدة سنوات.
تأسست الشركة في عام 2017 في الصين ولكنها قامت بنقل خوادمها ومقرها خارج البلاد مسبقًا لحظر الحكومة الصينية تداول العملات المشفرة في سبتمبر 2017. طلب زاو من هو الانضمام إلى بينانس، وقد ساعد في إعادة كتابة أجزاء من الورقة البيضاء لعرض عملة بينانس الأولي بقيمة 15 مليون دولار.

### 2018–2019: إطلاق العملة المستقرة وانتهاك الأمان
في يناير 2018، كانت بينانس أكبر منصة لتداول العملات المشفرة برأسمال قدره 1.3 مليار دولار، وهو لقب حافظت عليه حتى أبريل 2021، على الرغم من المنافسة من قبل كوينبيس وغيرها.
في مارس 2018، أعلنت بينانس عن نيتها فتح مكتب في مالطا بعد تشديد التنظيمات في اليابان والصين. في أبريل 2018، وقعت بينانس مذكرة تفاهم مع حكومة برمودا. بعد شهور، وُقعت مذكرة مماثلة مع بورصة مالطا لتطوير منصة لتداول الرموز الأمنية. في عام 2019، أعلنت الشركة عن بينانس جيرسي، وهي كيان مستقل عن منصة بينانس دوت كوم الأم، بهدف توسيع تأثيرها في أوروبا. تقدم هذه البورصة التي تتخذ جيرسي مقراً لها، أزواجًا من العملات الورقية إلى العملات المشفرة، بما في ذلك اليورو والجنيه البريطاني.
في أبريل 2018، قامت بينانس بإطلاق مؤسسة بينانس الخيرية. هدف المؤسسة الخيرية هو دعم تقدم الأعمال الخيرية التي تعتمد على تكنولوجيا البلوكتشين مع التركيز على البلدان النامية.
في يونيو 2018، قامت بينانس وثلاث شركات أخرى بجمع 65 مليون دولار لصالح شركة تكنولوجيا البلوكتشين الرياضية تشيليز.
في يوليو 2018، استحوذت بينانس على Trust Wallet، وهي محفظة للعملات المشفرة غير المركزية، مقابل مبلغ غير معلن. ومع ذلك، أكدت بينانس أن التعويض يشمل مزيجًا من النقد وأسهم بينانس، وجزء من رمز BNB الخاص بها.
في أغسطس 2018، قامت بينانس بالتعاون مع ثلاث بورصات كبيرة أخرى بجمع 32 مليون دولار لمشروع "العملة المستقرة". فكرة العملات المستقرة هي توفير عملة مشفرة بدون التقلب السلبي المعروف للبيتكوين وغيرها من الأصول الرقمية الشهيرة.
في يناير 2019، أعلنت بينانس أنها شرعت في شراكة مع Simplex، وهي شركة معالجة دفعات مقرها إسرائيل، لتمكين عمليات شراء العملات المشفرة باستخدام بطاقات الخصم والائتمان، بما في ذلك فيزا وماستركارد. تخضع عمليات الشراء لسياسات البنوك المحلية لشركة Simplex وتقتصر على البيتكوين والإيثيريوم ولايتكوين وريبل XRP.
في 7 مايو 2019، كشفت بينانس أنها كانت ضحية "انتهاك أمان بمقياس كبير" حيث قام القراصنة بسرقة 7,000 بيتكوين بقيمة حوالي 40 مليون دولار في ذلك الوقت. وقال تشانغبينج تشاو، الرئيس التنفيذي لبينانس، إن القراصنة "استخدموا مجموعة من التقنيات، بما في ذلك الاحتيال عبر الإنترنت والفيروسات وهجمات أخرى" وهيكلوا عمليتهم "بطريقة تجاوزت فحوص الأمان الحالية لدينا". قامت بينانس بإيقاف السحب والإيداع لفترة، ولكن سمحت بمتابعة التداول. وتعهد الموقع بتعويض العملاء من خلال "صندوق الأصول الآمنة للمستخدمين (SAFU)". استؤنفت عمليات السحب بحلول 19 مايو.
في يونيو 2019، أعلنت الشركة أنها ستمنع حاملي جوازات السفر الأمريكية وكذلك أي شخص يقيم في الولايات المتحدة، وستقوم بإنشاء كيان جديد بينانس يو إس لدعم هؤلاء العملاء. في وقت لاحق في عام 2023، سربت فوربس وثيقة مزعومة من بينانس بعنوان "تاي تشي" اقترحت هذا الحل التنظيمي لتقليل مخاطر التنظيم الأمريكي. نفت بينانس بعد ذلك الوثيقة، وقامت بمقاضاة فوربس بتهمة التشهير، وسرعان ما أسقطت الدعوى القضائية بعد ذلك.
في سبتمبر 2019، بدأت البورصة في تقديم عقود الآجل الدائمة، مما يسمح بالرافعة المالية بنسبة تصل إلى 125 مرة قيمة العقود. في نوفمبر 2019، أعلنت بينانس أنها تستحوذ على بورصة البيتكوين الهندية WazirX، والتي أصبحت محل نزاع في أغسطس 2022 عندما ادعى مؤسس بينانس تشاو أن الصفقة لم تُوقَع.

### 2020–2023: الاستحواذات والاستثمارات
في 21 فبراير 2020، أصدرت هيئة الخدمات المالية في مالطا (MFSA) بيانًا عامًا ردًا على التقارير الإعلامية التي تشير إلى بينانس باعتبارها شركة للعملات المشفرة "مقرها مالطا". ورد في البيان أن بينانس "ليست مصرحة من قبل MFSA للعمل في مجال العملات المشفرة وبالتالي لا تخضع للرقابة التنظيمية من قبل MFSA". وأضافت MFSA أنها "تقوم بتقييم ما إذا كان لدى بينانس أي أنشطة في مالطا قد لا تكون ضمن نطاق الرقابة التنظيمية".
في يوليو 2020، أعلنت بينانس عن "شراكة استراتيجية" مع مؤسسة صينية حكومية تابعة للهيئة الرقابية والإدارية للأصول الحكومية في مجلس الدولة، وأن بينانس انضمت إلى مجموعة "تهدف إلى تسهيل" مبادرة الحزام والطريق.
في 28 أكتوبر 2020، قام موظفو فوربس بنشر وثائق مسربة تظهر أن بينانس وتشانغبينج تشاو قاموا بإنشاء هيكل شركات معقدًا يهدف إلى خداع الجهات التنظيمية في الولايات المتحدة عن عمد والربح السري من مستثمري العملات المشفرة الموجودين في البلاد. بينانس تحجب رسمياً الوصول من عناوين IP الموجودة في الولايات المتحدة، ولكنها، كما زعمت فوربس، "سيعلم العملاء المحتملين كيفية تجنب القيود الجغرافية".
في مايو 2021، أُبلغ عن قيام السلطة الضريبية الداخلية ووزارة العدل الأمريكية بالتحقيق مع بينانس بسبب اتهامات بغسل الأموال وجرائم الضرائب.
في فبراير 2022، استحوذت بينانس على حصة بقيمة 200 مليون دولار في فوربس. ليس واضحًا ما إذا كان هذا الاستثمار قد تم أم لا. في مايو 2022، أوقفت فوربس جلسة العمل العامة عبر الاندماج مع شركة Magnum Opus Acquisition Ltd، وهي شركة استحواذ خاصة مقرها هونغ كونغ. قال تشاو أن الخطة تغيرت قليلاً، ولكنني أعتقد أن هذا لا يزال قيد النقاش". في فبراير 2023، غرد تشاو عن استيائه من أن "فوربس ما زالت تكتب مقالات بلا أساس" حول بينانس.
في مارس 2022، وسط غزو روسيا لأوكرانيا عام 2022، رفض تشانغبينج تشاو، الرئيس التنفيذي لبينانس، حظر المستخدمين من روسيا، مشيرًا إلى "حرية المال". لاحقًا، خففت بينانس من لهجة معارضتها ولكن لم تغير سياستها، وأشارت أيضًا إلى تبرعها بمبلغ 10 ملايين دولار لتلبية الاحتياجات الإنسانية في أوكرانيا.
في أبريل 2022، ذكرت رويترز أن بينانس قد شاركت، في عام 2021، معلومات مع روسفينمونيتورينج حول الأموال التي جمعتها شبكة زعيم المعارضة الروسي أليكسي نافالني.
ومع ذلك، في مارس 2023، حظرت البورصة سكان روسيا من شراء اليورو والدولار عبر خدمتها. في المقابل، فقد المستخدمون الأوروبيون الفرصة لشراء الروبل.
في سبتمبر 2023، أعلنت بينانس أنها تغادر روسيا وتبيع أعمالها لمنصة CommEX. وسيتم نقل حسابات المستخدمين الروس إلى البلاكفورم الجديدة في غضون عام.
في 27 مايو 2022، أعلنت بينانس تسجيل كيانها القانوني في إيطاليا، ولديها خطط لفتح مكاتب وتوسيع الفريق المحلي في المنطقة. شارك الرئيس التنفيذي تشاو أيضًا معلومات بشأن تسجيل بينانس لديها مع هيئة تنظيم السوق في فرنسا. الشركة تسعى أيضًا للتسجيل في المزيد من الدول الأوروبية، مثل سويسرا والسويد وإسبانيا وهولندا والبرتغال والنمسا.
في 13 يونيو 2022، أعلنت بينانس أن المستخدمين سيكونون، لفترة زمنية غير محددة، غير قادرين على سحب أموالهم المحتجزة في البيتكوين، نظرًا لتعرض قيم العملات المشفرة لانخفاضات خطيرة. بعد ساعتين من هذا الإعلان، سُمح بالسحب من البيتكوين.
تتمتع بينانس بوجود قوي في العلامة التجارية في أفريقيا. رعت بينانس كأس الأمم الأفريقية في عام 2021. كما أنها تقدم التعليم حول العملات المشفرة في العديد من البلدان على القارة.
استثمرت بينانس 500 مليون دولار أمريكي في استحواذها على تويتر عن طريق إيلون ماسك والذي اكتمل في أكتوبر 2022. بعد الاستثمار، أعلنت الشركة عن إنشاء فريق للعمل على كيف يمكن للبلوكتشين والعملات المشفرة أن تكون مفيدة لتويتر.
في 8 نوفمبر 2022، قدمت منصة بينانس عرضًا لشراء عمليات منافستها إف تي إكس خارج الولايات المتحدة (FTX.com) للمساعدة في تغطية أزمة السيولة التي كانت تعاني منها الأخيرة. انسحبت بينانس من الصفقة في اليوم التالي، مشيرة إلى مخاوف بشأن ممارسات أعمال إف تي إكس والتحقيقات التي تقوم بها هيئات الرقابة المالية في الولايات المتحدة.
في 30 نوفمبر 2022، قامت بينانس بشراء بورصة Sakura Exchange، مما سمح لها بالعودة إلى سوق العملات المشفرة في اليابان.
في يوليو 2023، استقال العديد من القيادات العليا من الشركة. أفادت صحيفة وول ستريت جورنال بأن بينانس قامت بتخفيض عدد موظفيها على مستوى العالم بما يصل إلى 1,000 موظف. ذكرت سي إن بي سي أن عدد الموظفين الذين سيتم تسريحهم قد يصل إلى 3,000 بحلول نهاية عام 2023. لم ينفي تشاو تسريح الموظفين ولكنه ادعى أن الأرقام المذكورة وأسباب استقالة القادة العليا غير دقيقة. في يونيو 2023، كان لدى بينانس 790 مليون دولار أمريكي من الإنفاق بعد إعلان هيئة الأوراق المالية والبورصات الأمريكية (SEC) عن دعوى قضائية ضدها، وأفادت مجلة فوربس بأن الشركة تمتلك 120 مليون مستخدم على مستوى العالم.
في 21 نوفمبر 2023، أدينت بينانس من قبل السلطات الأمريكية بتهم متعددة، بما في ذلك انتهاكات لقانون السرية المصرفية وتنظيم مخططات غسيل الأموال الواسعة النطاق. كجزء من اتفاق الاعتراف بالذنب، استقال تشاو من منصب الرئيس التنفيذي مع تغريم قدره 50 مليون دولار. عُيين ريتشارد تينج لخلافته في المنصب، وستدفع الشركة غرامة بقيمة 4 مليارات دولار.

## عملة بينانس (BNB)
قامت الشركة بإطلاق عملتين رقميتين طورتهما بنفسها: عملة بينانس كوين (BNB) وبينانس دولار (BUSD). أُطلقت BNB في يوليو 2017، حيث بدأت كرمز إيثريوم انتقلت لاحقًا إلى سلسلة باينانس الذكية (BSC)، التي أُطلقت في سبتمبر 2020. اندمجت BSC لاحقًا مع سلسلة بلوك بينانس الأقدم وأعيد تسميتها إلى سلسلة BNB. تعمل سلسلة BNB باستخدام "برهان سلطة المراهنة"، وهو توازن بين برهان المال وبرهان السلطة. تحتوي على 21 مؤكدًا معتمدًا. حتى عام 2021، كانت بينانس كوين هي العملة المشفرة التي تحمل ثالث أعلى قيمة سوقية. تسمح بينانس لمستخدميها بدفع الرسوم على منصتها باستخدام BNB.
تدعم سلسلة BNB العقود الذكية وهي متوافقة مع الآلة الظاهرية لإيثريوم (EVM).
توجد العديد من الانتقادات الموجهة إلى سلسلة باينانس الذكية بخصوص مستوى التمركز الذي أدى إلى عدة استغلالات على الشبكة.

## بينانس دولار أمريكي (BUSD)
بينانس دولار أمريكي أو Binance USD، هي عملة معماة مرتبطة بالدولار الأمريكي صادرة عن شركة بينانس. وفقًا لبيانات بينانس، يتم دعمها بنسبة 1:1 بواسطة احتياطي من الدولار الأمريكي وأُسست بواسطة الشركة بالتعاون مع باكسوس. تحتفظ باكسوس بالاحتياطي جزئيًا فقط في نقد مودع في حساباتها البنكية في الولايات المتحدة، بينما يتم الاحتفاظ بالجزء الآخر في سندات خزانة أمريكية. يتم إصدار BUSD بشكل أصلي على سلسلة بلوك إيثريوم من قبل باكسوس. تقوم بينانس بإنشاء Binance-Peg BUSD عن طريق قفل BUSD الأصلية القابلة للتداول بشكل ERC-20 في عقد ذكي على سلسلة بلوك إيثريوم وإصدار Binance-Peg BUSD بقيمة تعادل المبلغ المحتجز في الاحتياطي في العقد الذكي. تعد Binance-Peg BUSD جزءًا من سلسلة بي إن بي.
في يناير 2023، أفادت وكالة بلومبيرغ أن Binance-Peg BUSD "كانت في كثير من الأحيان غير مضمونة بشكل غير كافٍ بين 2020 و2021. في ثلاث مناسبات منفصلة، تجاوز الفارق بين الاحتياطي والعرض مليار دولار أمريكي". وقال متحدث باسم بينانس إن "عملية الحفاظ على الدعم... لم تكن دائما خالية من العيوب" ولكنها "تحسنت كثيرًا مع تحسينات في فحوص الاختلاف".
بينانس دولار أمريكي هي عملة مستقرة مستخدمة على نطاق واسع، وحتى عام 2022، كانت ثالث أكبر عملة مستقرة من حيث رأس المال السوقي بعد تيثر (USDT) ويو إس دي كوين (USDC).
وفقًا للتقارير، أصدرت إدارة الخدمات المالية في نيويورك أمرًا لشركة باكسوس بوقف إصدار عملات BUSD الجديدة في فبراير 2023.